# Holica (Beskid Sądecki)
Holica (697 m) – mało wybitny szczyt wznoszący się ponad Krynicą-Zdrojem. Znajduje się w zakończeniu południowo-wschodniego grzbietu Drabiakówki w Paśmie Jaworzyny w Beskidzie Sądeckim, w widłach Kryniczanki i uchodzącego do niej Czarnego Potoku. W większości Holica jest zalesiona, ale od północno-wschodniej strony na jej stokach wysoko, aż pod grzbiet podchodzą łąki i zabudowania Krynicy. W miejscu tym znajduje się m.in. cmentarz parafialny Krynicy Dolnej (część Krynicy-Zdroju) oraz cerkiew prawosławna.
Zboczami Holicy prowadzi szlak turystyczny.

## Szlak turystyczny
odcinek: Krynica Dolna – Holica - Krzyżowa - Czarny Potok – Jaworzyna Krynicka